# Забайкальский ботанический сад
Забайкальский ботанический сад — государственное научно-образовательное учреждение Забайкальского края — ботанический сад, основная деятельность которого направлена на проведение научно-исследовательских и прикладных работ в области ботаники, интродукции и акклиматизации растений в условиях Восточного Забайкалья, а также пропаганду экологических и ботанических знаний.
Адрес: Россия, 672051, Забайкальский край, г. Чита, ул. Генерала Белика, д. 24. Директор сада: Стромилов Вячеслав Владимирович.

## История
Забайкальский ботанический сад был создан 19 апреля 1990 года решением Читинского городского совета народных депутатов и постановлением Президиума СО АН СССР «О создании лаборатории Центрального сибирского ботанического сада СО АН СССР „Забайкальский ботанический сад“». Её основателем стал кандидат медицинских наук Константин Александрович Бикс (1952—2005). Для проведения научных работ и создания коллекций в пользование лаборатории была передана территория площадью 770 га на Титовской сопке, где были заложены первые коллекции растений.
В 1993 году лаборатория была преобразована в филиал ЦСБС СО РАН, которому были переданы основные и оборотные средства совхоза «Декоративные культуры». В том же году коллекции растений с Титовской сопки были перевезены на территорию центральной усадьбы сада.
В ноябре 2004 года решением Президиума СО РАН Читинский филиал Центрального сибирского ботанического сада СО РАН «Забайкальский ботанический сад» был ликвидирован; в декабре того же года на его базе распоряжением Администрации Читинской области создано государственное научно-образовательное учреждение (ГНОУ) «Забайкальская флора», которое в ноябре 2006 переименовано в ГНОУ «Забайкальский ботанический сад».

## Описание

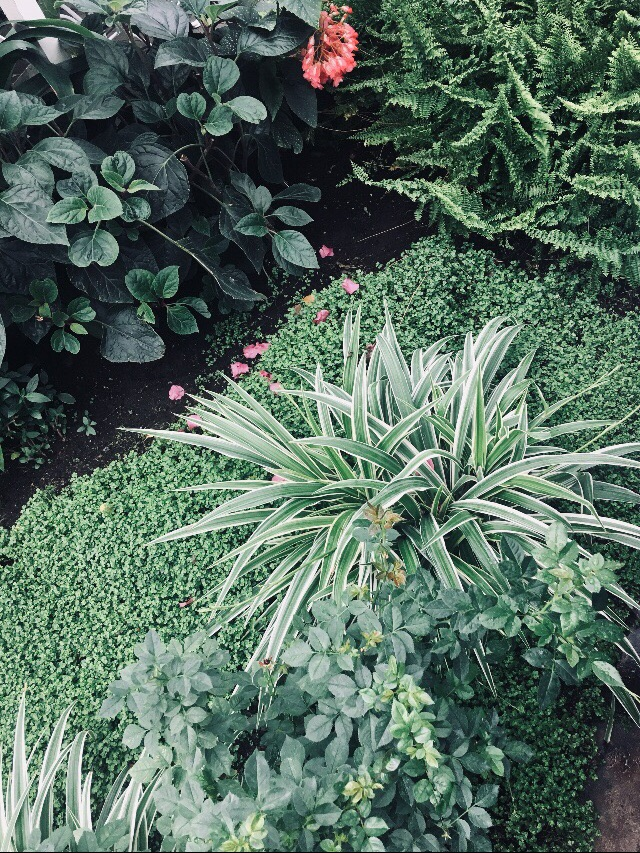
Крупный вид экспозиции растений

Забайкальский ботанический сад состоит из 2 частей: питомника (24 га), и центральной усадьбы (2,8 га). В настоящее время коллекция живых растений в ботаническом саду насчитывает 1745 таксонов. Основная часть фондовой коллекции, на основе которой были скомпонованы экспозиции с использованием систематического принципа, располагается на территории центральной усадьбы. За период времени 2004—2007 гг. на основе имеющегося разнообразия интродуцентов тропического и субтропического происхождения (530 видов) были заложены три экспозиции закрытого грунта: «Растения тропиков и субтропиков», «Зимние сады», «Комнатные растения». После открытия экспозиция «Зимние сады» неизменно вызывает самые доброжелательные отзывы у посетителей различного возраста. На возросший рейтинг Забайкальского ботанического сада указывает возникшая в городе традиция фотографирования новобрачных в день их бракосочетания в интерьерах экспозиции.
При создании тематических экспозиций в открытом грунте коллектив сада встретился с рядом трудностей. Сдерживающим фактором в первую очередь являются суровые природно-климатические условия. Континентальность климата в г. Чите, соответственно и на территории ботанического сада, выражена гораздо резче, чем на тех же широтах в городах Западной Сибири и Дальнего Востока. Среднеянварская температура воздуха −28 °С при минимальном значении −49,9 °С; среднеиюльская температура воздуха составляет +19 °С при максимальном значении +40,6 °С. Сумма температур выше +10 °С в регионе составляет 1400…1600 °С. Забайкальский край отличается самым морозоопасным типом климата в пределах умеренной зоны. Продолжительность безморозного периода (кроме севера края) составляет в среднем 90—110 дней. Среднее количество осадков 326 мм, из них 80 % выпадает в теплый период года. Снежный покров образуется (в среднем до 10 см) с конца октября до середины апреля. По продолжительности солнечного сияния (более 2350 ч в году) Чита может быть поставлена в один ряд с городами Крыма, Кавказа и Средней Азии.
Летняя жара и сухость, зимнее иссушение на фоне низких температур, промерзание почвы на глубину до 1,5 м при незначительном снежном покрове ограничивает перспективы существования многих интродуцированных видов, сохраняющихся в открытом грунте в чахлом состоянии первые 2-3 года, а затем погибающих. Потому-то практически отсутствуют в общественном озеленении Забайкальского края форзиции, чубушники, многолетние астры и многие другие растения, широко распространенные в озеленении Прибайкалья или на Дальнем Востоке. За все годы существования Забайкальского ботанического сада успешно прошли интродукционное испытание и сохранились в коллекциях открытого грунта всего 214 видов древесных и 217 видов травянистых растений.
В открытом грунте в настоящее время функционируют «Сад непрерывного цветения», «Кантри-сад», «Сад камней», «Декоративная флора Забайкальского края» и «Дендрарий». В совокупности они занимают 2577 м2 — 9,3 % от всей площади центральной усадьбы. Первые три экспозиции демонстрируют культурную и природную декоративную флору, скомпонованную в соответствии с приемами садового дизайна; две последние — традиционным деляночным методом. Все они несут на себе явный отпечаток регионального климата, что выражается в незначительном присутствии интродуцентов, выходцев не только из отдаленных, но даже и соседних областей. Вместе с тем хорошо известно, что в условиях края широко используется, особенно любителями, пристановочная культура многих травянистых и кустарниковых интродуцентов, при которой растения на зимний период выкапываются и заносятся в холодные помещения.
Для экспонирования видов указанной группы отведена отдельная теплица с положительными низкими температурами в зимнее время, где в настоящее время на площади 1145,7 м2 продолжается создание экспозиции «От моря Чёрного до Белого». Цель данной работы: продемонстрировать населению Забайкалья те виды декоративных растений, которые можно использовать на выгонку. Коллекции сортов роз новой селекции, лилий, ирисов, весенних луковичных и других растений с низкой зимостойкостью образуют прогулочный сад с арками, перголами, смотровыми площадками и скамейками для созерцания. В начале осени 2010 г. часть экспозиции под условным названием «Розовый сад» была открыта для посещения. Как отметили первые экскурсанты, в этой экспозиции хочется рассматривать все неспешно, что и ставилось одной из задач при её создании.
Как и любой другой сад в своем начале формирования, экспозиция выглядит пока как некий эскиз. Необходимо время, чтобы она приобрела ожидаемые черты сада, но и в настоящее время есть возможность наблюдать здесь за 254 видами и сортами редких пока в нашем крае декоративных растений. И это разнообразие будет в дальнейшем обогащаться новыми интродуцентами из других регионов, чтобы ещё более значимо подчеркнуть географическую сторону структуры экспозиции, и особенно теми, цветение которых приходится на позднюю осень, зиму и раннюю весну, поскольку с ноября по февраль в цветении затишье. Первыми кандидатами в этой группе значатся представители семейства вересковые, отсутствующие в нашем озеленении. Актуальность содержания группы растений с низкой зимостойкостью в коллекции декоративных растений Забайкальского ботанического сада повышается при рассмотрении её с позиций поэтапной акклиматизации и селекции для получения более адаптированных к условиям Забайкальского края форм декоративных растений.
Применение приемов ландшафтного дизайна при экспонировании позволяет не только знакомить посетителей ботанического сада с коллекционными видами и формами декоративных растений, но и демонстрировать приемы и методы их использования в саду, что повышает интерес посетителей и формирует у них желание посетить ботанический сад ещё раз. В предложенном варианте развития экспозиционного фонда Забайкальского ботанического сада научно-художественный подход к созданию экспозиций остается ведущим, что позволит, мы надеемся, сделать образ нашего сада ещё более запоминающимся.